# Karim Khan Zand
Muhammad Karim, conegut com a Karim Khan Zand, (? - Siraz, 2 de març de 1779) fou sobirà (no pas xa) de Pèrsia, de la dinastia dels Zand. Encara que va governar més temps (1750 a 1779), la funció equivalent a xa (wakil = regent; wakil al-ra'aya = governant del poble; protector del poble, servidor del poble i altres traduccions similars) la va exercir del 1760 a la seva mort.

## Biografia
El clan dels zand, d'origen lakk, del que formava part, fou desterrat per Nadir Shah Afshar (1732 regent, xa 1736-1747) cap al Khurasan, però després de la mort de Nadir van poder tornar a Pèrsia i es van establir a Pari, prop de Malayir, on ja vivien abans del seu desterrament. En aquestos anys, en conflictes locals amb caps veïns, va demostrar grans qualitats militars.

### Lluita pel poder
Quan Nàdir-Xah Afxar va morir el 1747, el govern afxàrida al Khorasan es va ensorrar, i Àhmad Xah Durrani va prendre el poder creant l'Imperi Durrani pashtun que s'estendrà des de la meitat oriental de l'Iran fins al nord de l'Índia deixant un buit a l'altra meitat occidental de l'Iran actual on va esclatar la guerra entre Karim Khan Zand des d'Esfahan i Muhammad Hasan Khan des d'Astarabad per la sobirania sobre la part occidental de l'antic imperi de Nàdir-Xah.
Es va aliar al cap bakhtiyari Ali Mardan Khan i el 1750 Ali Mardan Khan i Karim Khan Zand es van apoderar d'Esfahan i d'acord amb el governador local, d'un altra fracció dels bakhtiyaris, Abu l-Fath Khan Bakhtyari, van formar una junta o triumvirat i van posar al tron persa a Ismail III, net de Shah Sultan Husayn (29 de juny de 1750). Karim fou el cap militar, Ali Mardam el wakil (regent o tutor del xa) i Abu l-Fath va romandre com a governador.

### Regent de la dinastia
Uns mesos després, mentre Karim Khan feia campanya a Kurdistan, Ali Mardan Khan va empresonar Abu l-Fath Khan Bakhtyari i el va fer cegar i poc després el va fer matar, i el va substituir pel seu cosí al que va enviar a ocupar Fars. Això va precipitar el trencament entre Ali Mardan, considerat popularment un opressor, i Karim Khan, molt més benvolent; aquest darrer, convençut que el seu rival el mataria també, es va avançar, es va dirigir a Esfahan que va reconquerir l'any següent (1751) i el va derrotar. Karim va agafar llavors el càrrec de wakil al-Dawla (Regent de la dinastia). El cap qadjar Muhammad Hasan Khan va anar a Kermansah (1751), per donar suport a Ali Mardan Khan Bakhtiyari, però quan va saber que aquest havia estat derrotat per Karim Khan Zand va retornar a Astarabad; Karim Khan el va perseguir (1752) cap a Gilan i Mazanderan fins a Astarabad on el va assetjar, però fou rebutjat mercès a reforços enviats pels turcmans yamuts i guklan. Per causes desconegudes va obtenir el suport del xa titella safàvida Ismail III de Pèrsia que havia estat proclamat per Karim Khan Zand (1752).
Ali Mardan va proclamar a començament del 1753 a un altre pretendent, Sultan Husayn II però fou assassinat per un membre de la família zand el juny i el seu intent es va enfonsar.
A la primavera del 1754 Azad Khan de l'Azerbaidjan i el cap turcman Fath Ali Khan Afshar (Arashlu), kan d'Úrmia (Urmiyya), que dominaven els kanats de Maragha, Tabriz i Gandja, van expulsar a Karim Khan dels seus quarters d'hivern a Kumesha i es van apoderar de Siraz, empenyent-lo cap a Kazerun; amb el suport d'un cap local, Rustam Khan Keshti, els zand van fer caure a Fath Ali Khan en una emboscada al congost de Kamarej, i el van derrotar, i Siraz va retornar als zand el 29 de novembre de 1754.
Muhammad Hasan Khan va avançar cap a Esfahan el 1756, derrotant per segona vegada a Karim Khan Zand que es va retirar cap a Siraz; però llavors Muhammad Hasan es va haver de retirar cap al nord, doncs les seves possessions al sud de la mar Càspia (Gilan i Mazanderan) eren atacades per Azad Khan Afgan, senyor de l'Azerbaidjan. Pèrsia, com l'Imperi Otomà, es va mantenir neutral durant la guerra dels Set Anys.
El 1758 Muhammad Hasan Khan va retornar cap a Esfahan on va assetjar a Karim Khan Zand, però va tenir dificultats d'aprovisionament i van perdre part del bestiar en atacs de l'enemic; les lluites faccionals entre qadjars es van reprendre a l'estiu; alguns qadjars van desertar, es van produir desordres i finalment el seu exèrcit es va dispersar. Karim Khan Zand va aprofitar aquestes i posteriors lluites i va enviar un exèrcit manat per Shaykh Ali Khan Zand al Mazanderan, que se li va sotmetre; Muhammad Hasan va anar al Mazanderan, però nous enfrontaments entre els seus turcmans el van obligar a retornar a Astarabad, emportant-se amb ell a Ismail III de Pèrsia que havia restat a Sari (Iran). L'influent cap turcman Muhammad Husayn Khan Develu es va aliar a Shaykh Ali Khan Zand i a Karim Khan Zand, i junts van avançar cap a Astarabad on també havia arribat el seu fill Agha Muhammad (el futur Agha Muhammad Shah) que havia estat expulsat de l'Azerbaidjan. La batalla decisiva es va lliurar prop d'Astarabad i Karim Khan i els seus aliats van obtenir la victòria el 1759 i Muhammad Hasan Khan va morir. Ismail III se li va sotmetre (1759), el va deposar de les seves funcions per incompetència (1760) però es va limitar a tenir-lo en una residència pensionada a Abadeh (entre Siraz i Esfahan) sense abolir formalment la dinastia fins a la seva mort el 1773. Ja des del 1760 va agafar el títol de Wakil al-Ra'aya que va ratificar el 1773 quan podia haver agafat el de xa.
El 1763 es van sotmetre Azad Khan i Fath Ali Khan Afshar (Arashlu), que van poder viure pensionats. La popularitat de Karim anava pujant i havia aconseguit imposar el seu domini a tota Pèrsia excepte Khurasan on va permetre la continuïtat de la dinastia afshàrida de Nadir Shah, donant a Pèrsia un període de tranquil·litat. El 1765 Karim va fer una campanya contra els Banu Kab al Khuzistan, dels pocs que resistien al seu domini i aurotitat; també va fer altres campanyes contra els nòmades liravis de Kuh-i Guliya, contra Taki Durrani a Kirman, contra Nasir Lari al Fars i contra Mir Muhamma a la zona del golf Pèrsic. Únicament Husayn Kuli Qadjar a Astarabad i Mazanderan presentava alguna oposició a tenir en compte. Karim va establir la seva capital a Siraz, va fer una política econòmica molt encertada i va portar la prosperitat al país; va fer concessions comercials a companyies estrangeres al golf Pèrsic.
El seu únic conflicte extern fou el 1776 quan va conquerir Bàssora al turcs; del 1776 al 1779 Bàssora va estar sota domini persa, governada per Sadik Khan, germà de Karim Khan. L'objectiu d'aquesta conquesta era disminuir la supremacia comercial d'aquest port en benefici dels ports perses.
Els darrers anys va estar malalt dels budells i va patir tuberculosi; se li va morir un fill i també la seva esposa a la que estimava molt. Va morir el 2 de març de 1779 i fou enterrat a Siraz (anys més tard fou portat a Teheran i finalment a Nadjaf). La seva monarquia fou paternalista i inspirada en les tradicions tribals i l'honor, que regien la vida de laks i lurs. Era fort físicament i hàbil en el maneig de les armes; tenia sentit de l'humor i el seu desig era el benestar del seu poble.

## Núpcies i descendents
Es va casar cinc vegades: 
- Khadija Begum, filla de l'amir Fath Ali Khan-e Qajar Quyunlu Naib al-Sultana, Wakil al-Daula (casada després amb Ali Murad Khan Zand Shahanshah 1781-1785)
- Una germana d'Ismail Sultan Kord, de Kushan
- Una dona d'Esfahan
- Una jueva convertida a l'islam
- Una filla de Muhammad Khan Kalhur

Va deixar sis fills 
- Muhammad Hasan Khan-e Zand (de Khadija), mort abans de 1779
- Abu l-Fath Bahadur Khan-e Zand, sobirà 1779
- Salih Khan-e Zand, mort abans de 1779
- Muhammad Rahim Khan-e Zand (de la dona d'Esfahan), mort sense fills 27 de juny de 1777
- Muhammad Ali Bahadur Khan-e Zand, sobirà 1779
- Muhammad Ibrahim Khan-e Zand (de la filla de Muhammad Khan Kalhur), mort vers 1802

I tres filles:
- Pari Gahan Khanum casada el 1781 amb Ali Murad Khan Zand Shahanshah, morta 11 de febrer de 1785
- Zeinab Khanum Kuchik. casada el 1792 amb Hadjdji Ibrahim Khan-e Zand, gran visir i fill de Muhammad Sadik Khan Zand
- Bibi Kuchik, casada amb Shahzada Ahmad Murad Mirza, fill d'Ali Murad Khan Zand Shahanshah